# ゴーストキラー (映画)
『ゴーストキラー』（英題：GHOST KILLER）は、2024年に製作された日本のアクション映画。
映画・ドラマ『ベイビーわるきゅーれ』シリーズや2025年度後期NHK「連続テレビ小説」の『ばけばけ』のヒロイン役に抜擢された髙石あかりの初単独主演映画。
『ベイビーわるきゅーれ』シリーズに参加した園村健介が監督・アクション監督、阪元裕吾が脚本を担った。
日本公開に先駆け、アメリカ最大級のジャンル映画祭ファンタスティック・フェストやスペインのシッチェス・カタロニア国際映画祭など数々の海外映画祭で上映された。
日本では2025年4月11日より、東京・新宿バルト9ほか全国劇場にて公開。

## 概要
女子大学生が1発の薬莢を拾ったことをきっかけに殺し屋の幽霊に取り憑かれてしまうことから物語が始まる、アクション×ゴーストの究極のアクション・エンターテイメント。
『ベイビーわるきゅーれ』シリーズや伊藤健太郎主演版『静かなるドン』シリーズなどの製作・配給を行うライツキューブが、アメリカでアジアンアクション映画の配給を手がけるWell Go USA Entertainmentと共同で制作した。
アメリカの映画評論サイト「Rotten Tomatoes」では、批評家の評価指標となるトマトメーターが100%を記録しており（2024年12月10日時点）、海外上映で評価を得た作品となっている。一方、レビュー数は2025年5月時点で15件に留まっている。

## キャスト
- 松岡ふみか - 髙石あかり
- 影原利久 - 黒羽麻璃央
- 本多俊吾 - 井上想良
- 飯田マホ - 東野絢香
- 桂雅治 - 川本直弘
- 片山将暉 - アベラヒデノブ
- ナルミ - 倉冨なおと
- 勝茂 - 木部哲
- リュウスケ - 一ノ瀬竜
- 本宮泰風（特別出演）
- 山口祥行（特別出演）
- 舘昌美（特別出演）
- 北代高士（特別出演）
- 中澤達也（特別出演）
- 本田広登（特別出演）
- 川﨑健太（特別出演）
- 工藤英雄 - 三元雅芸

## スタッフ
- 監督・アクション監督：園村健介
- 脚本：阪元裕吾
- 製作：人見剛史、才津博明、和田佳恵
- エグゼクティブプロデューサー：鈴木祐介
- プロデューサー：角田陸、菅谷英一
- 制作プロデューサー：伊藤良一
- アソシエイトプロデューサー：藤山晃太郎
- コ・プロデューサー：Doris Pfardrescher
- 音楽：森野宣彦
- 撮影：伊集守忠
- 照明：大町昌路
- 録音：飴田秀彦
- 美術・装飾：寺尾淳
- スタイリスト：森内陽子
- ヘアメイク：くつみ綾音
- ガンエフェクト・VFX：遊佐和寿
- アクションコーディネーター：川本直弘
- 助監督：星秀樹
- ラインプロデューサー：高瀬博行
- 編集：園村健介、恒川岳彦
- 製作：「ゴーストキラー」製作委員会（ライツキューブ、TRUSTAR、テレビ東京）
- 制作プロダクション：MinyMixCreati部
- 共同制作：Well Go USA Entertainment（英語版）
- 配給・宣伝：ライツキューブ

## 映画祭
- 第20回ファンタスティック・フェスト - 正式出品
- ビヨンド・フェスト2024 - 正式出品
- 第57回シッチェス・カタロニア国際映画祭 - シッチェス・コレクション
- イマジン・ファンタスティック映画祭2024 - メイン・プログラム
- 第2回Weird Weekender International Film Festival Stuttgart - 正式出品
- 第15回サスカトゥーンファンタスティック映画祭 - 正式出品
- マル・デル・プラタ国際映画祭2024 - Hora Cero 部門
- 第45回ポルト国際映画祭 - オフィシャルセレクション・ファンタジー長編部門